# 名鉄起線
起線（おこしせん）とは、愛知県一宮市の新一宮駅（廃止直前は八幡町駅）から愛知県中島郡起町（後に尾西市を経て現・一宮市）の起駅までを結んでいた名古屋鉄道（名鉄）の軌道線（路面電車）である。

## 路線データ
※路線廃止時点のもの
- 路線距離（営業キロ）：八幡町 - 起間 5.3 km
- 軌間：1,067 mm
- 駅数：10駅（起終点駅含む）
- 複線区間：なし（全線単線）
- 電化区間：全線（直流600V）

## 歴史
1953年（昭和28年）6月の運行休止後に廃止された。複線化等の輸送力増強が敷地等（道路の幅員など）の問題でできず、しかも尾西線の架線電圧の昇圧のため1952年（昭和27年）に新一宮駅（現・名鉄一宮駅）への乗り入れを中止するなどして沿線人口の増加に対する施策がなかった一方、バスによる代替輸送で新一宮駅乗り入れを行ったところ、輸送力の増強が低コストで行えたため、休止期間を経て正式に廃止となり、バス輸送に転換された。バス化による廃線事例は乗客数の減少によることが多く、当路線のように乗客が多過ぎてバス化された事例は珍しい。なお、起線の敷設されていた道路は2020年時点においても片側1車線のままであり、少し北側を通る県道大垣一宮線（濃尾大橋の東手前まで片側2車線）がバイパス道路として機能している。
- 1921年（大正10年）8月5日 - 起から一宮の便を図る目的で、同区間の軌道敷設免許を収得[3]。
- 1922年（大正11年）3月25日 - 同軌道の建設を行うために蘇東電気軌道を設立[4]。
- 1923年（大正12年）11月22日 - 蘇東電気軌道が名古屋鉄道に合併[5][6]。
- 1924年（大正13年）2月1日 - 起 - 一宮（後の八幡町）間5.3 kmが蘇東線として開業。当時の停留場は一宮・馬引・籠屋・尾張三条・西三条・尾張中島・起。
- 1925年（大正14年）1月31日 - 馬引 - 一宮間に競馬場前臨時停留場開設[7]。
- 1930年（昭和5年）
  - 競馬場前臨時停留場廃止[8]。
  - 12月20日 尾西線と一部区間の線路を共用する形で、新一宮駅への乗り入れを開始[9]。
- 1944年（昭和19年）- 馬引駅、篭屋駅、西三条駅、新三条駅、工業高校前駅を休止。
- 1946年（昭和21年）8月15日 - 休止中の馬引駅、篭屋駅、西三条駅、新三条駅、工業高校前駅営業再開。
- 1948年（昭和23年）5月16日 - 起線に路線名を変更。
- 1949年（昭和24年）12月1日 - 一宮駅を八幡町駅に、東洋紡績前駅を一宮病院前駅に、工業高校前駅を西中島駅に改称。
- 1952年（昭和27年）12月24日 - 尾西線の架線電圧の1,500 V昇圧に伴い、新一宮駅乗り入れを廃止[9]。
- 1953年（昭和28年）6月1日 - 電車の運行を休止してバス代行輸送開始。バスは新一宮駅へ乗り入れ。
- 1954年（昭和29年）6月1日 - 全線廃止[1]。

## 車両
出典：神田功「失われた鉄道・軌道を訪ねて〔26〕 名古屋鉄道 起線」『鉄道ピクトリアル1971年1月号』、『名鉄岐阜線の電車 -美濃電の終焉（上）』
モ40形（モ40 - モ43）
元・デシ100形。当路線用に製造された車両で開業時から廃線まで使用された。
モ25形（モ25 - モ28）
元・岐北軽便鉄道甲形→モ15形。1940年代に増備車として鏡島線から転属、廃線まで使用。
DD62、DD63号
元・美濃電気軌道の単車。モ15形に先行して岐阜市内線より転属していたが、モ15形転属時に交換された。
ミ1形（ミ3）
散水車。

## 駅一覧
- 廃止時点（今尾 (2008)に基づく）
- 全駅愛知県に所在。

| 駅名         | 駅間 キロ | 営業 キロ | 接続路線                                                                                                 | 所在地 | 所在地 |
| ------------ | --------- | --------- | --- | ------ | ------ |
| 新一宮駅     |           | -0.3      | 1952年（昭和27年）12月24日乗入廃止 名古屋鉄道：名古屋本線・尾西線 日本国有鉄道：東海道本線（尾張一宮駅） | 一宮市 | 一宮市 |
| 八幡町駅     | -         | 0.0       | 同上（徒歩連絡）                                                                                         | 一宮市 | 一宮市 |
| 一宮病院前駅 | 1.0       | 1.0       | | 一宮市 | 一宮市 |
| 馬引駅       | 0.7       | 1.7       | | 中島郡 | 大和町 |
| 篭屋駅       | 0.7       | 2.4       | | 中島郡 | 起町   |
| 尾張三条駅   | 0.5       | 2.9       | | 中島郡 | 起町   |
| 西三条駅     | 0.5       | 3.4       | | 中島郡 | 起町   |
| 新三条駅     | 0.2       | 3.6       | | 中島郡 | 起町   |
| 尾張中島駅   | 0.7       | 4.3       | | 中島郡 | 起町   |
| 西中島駅     | 0.5       | 4.8       | | 中島郡 | 起町   |
| 起駅         | 0.5       | 5.3       | | 中島郡 | 起町   |